# Carcinoma embrionário

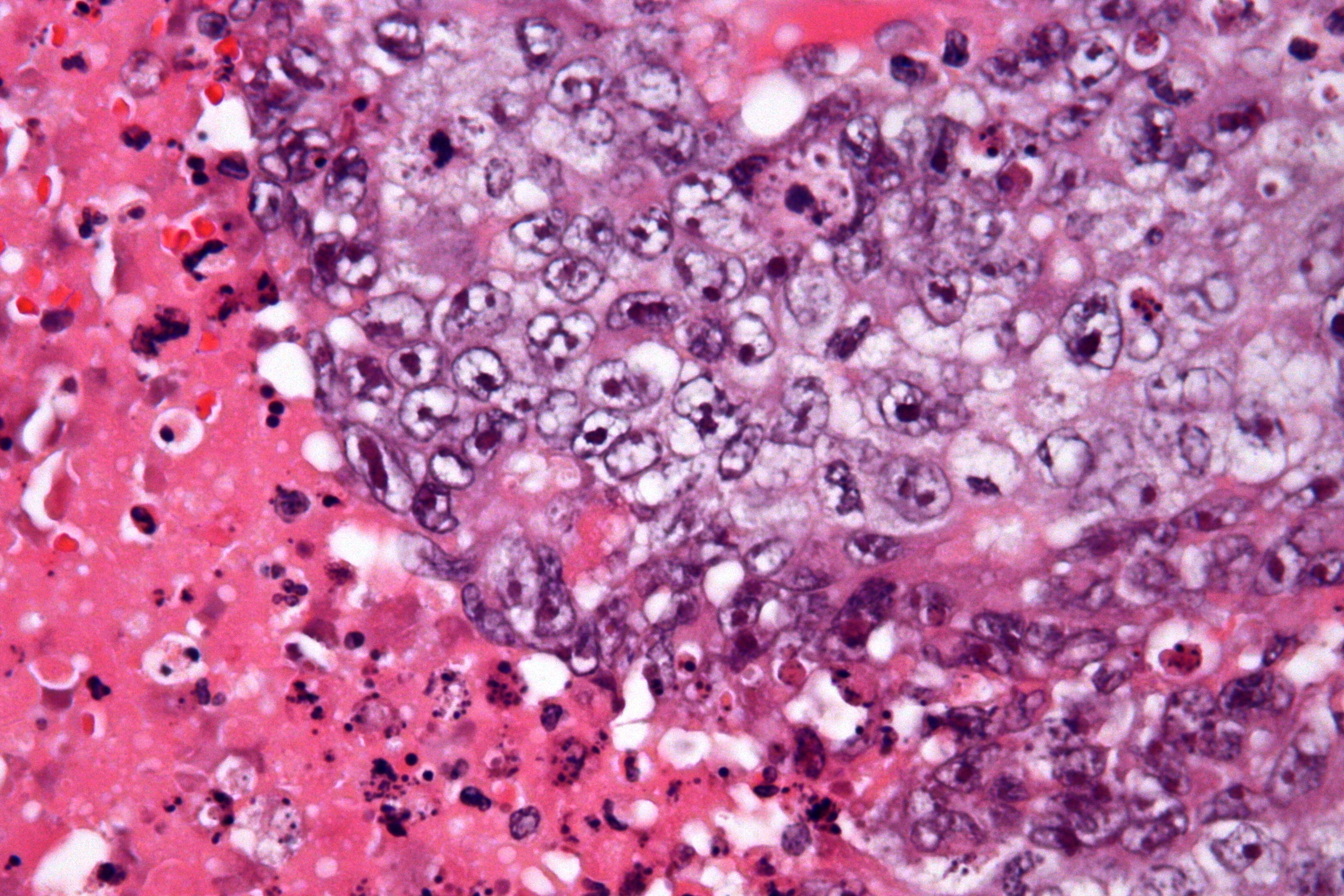
Ao microscópio os carcinomas embrionário são caracterizados por atipias nuclear, nucléolos proeminentes, arquitetura variável e zonas com muitas mitoses e necroses.

Carcinoma embrionário é um tumor de células germinativas maligno raro. Geralmente (84 a 98%) aparece junto a outro tumor de células germinativas (tumor mixto). Pode ser um tipo de câncer de ovário ou um tipo de câncer de testículo. É mais comum em adultos, por volta dos 30 anos de idade. Na maioria dos casos só é diagnóstico tardiamente, com metástases.

## Sinais e sintomas
Cresce como uma massa indolor raramente palpável no ovário, mas pode ser palpável como uma massa macia e assimétrica quando aparece no testículo. Pode causar crescimento das mamas (ginecomastia). Os principais sinais e sintomas são os causados pelas metástases, principalmente para pulmões ou nervos causando problemas respiratórios, sangramentos e dor local.

## Tratamento
Envolve remover cirurgicamente o ovário (ooforectomia) ou testículo (orquidectomia radical) com o tumor. Pode incluir a remoção de gânglios linfáticos. Se há metástases também é necessário algumas sessões de quimioterapia combinada (cisplatina, bleomicina, etoposide, gemcitabina, vinblastina ou ifosfamida).
O prognóstico normalmente é bom, com 95% de sobrevivência cinco anos após o tratamento cirúrgico combinado com a quimioterapia.